# Хто йде?
«Хто йде?» (англ. Who Goes There?) — науково-фантастична повість Джона Вуда Кемпбелла-молодшого, який опублікував її під псевдонімом Дон А. Стюарт в журналі Astounding Science Fiction у 1938 році. У 1973 році Асоціація письменників наукової фантастики Америки визнала повість одним з найкращих науково-фантастичних творів і внесла його до антології «The Science Fiction Hall of Fame, Volume Two».
«Хто йде?» неодноразово екранізувалася: у 1951 році вийшов фільм «Річ з іншого світу»за ним пішов фільм «Щось» у 1982 році, приквел якого вийшов у 2011 році. Так само повість була адаптованна для коміксу і радіопостановки.

## Сюжет
Група науковців-дослідників, що опинилася в ізоляції на антарктичній базі, виявляє в льодах космічний корабель, який зазнав аварії 20 мільйонів років тому. Спроба розкрити обшивку з допомогою термітної суміші призводить до руйнування корабля, бо корпус виявляється зроблений з магнію. Науковці знаходять всередині замороженого інопланетного пілота. Прибулець виявляється істотою, здатною переймати вигляд, спогади і особистість будь-якого організму, якого пожирає, зберігаючи при цьому свою первісну масу тіла для подальшого розмноження. Так зване Щось спочатку перетворюється на фізика Конанта і намагається витратити близько 90 фунтів свого тіла для трансформації в ще одну істоту — погончу собаку. Патологоанатом Блер, який виступав за розморожування прибульця, божеволіє, і терзаючись почуттям провини і параноєю, хоче вбити всіх на станції, щоб урятувати людство від потенційної небезпеки. Його ізолюють в одній з кімнат. Конант також потрапляє в ізоляцію з міркувань безпеки.
Науковці намагаються з'ясувати, хто з них можливо був замінений інопланетянином, щоб знищити виниклих сурогатів, перш ніж вони зможуть втекти і захопити владу над світом. Завдання здається нездійсненним, коли група розуміє, що Щось є також телепатом, здатним читати і вселяти думки. Доктор Коппер пропонує зробити пробу сироватки крові, але це не дає задовільних результатів. Помічник командувача Макреді робить висновок: всі істоти на станції, крім однієї собаки і деяких людей, замінені сурогатами. Тварин вбивають за допомогою електричного струму, а їхні трупи спалюють.
У підсумку, після вбивства одного з членів групи і розкриття його позаземної сутності, Макреді розуміє, що навіть невеликі фрагменти тіла прибульця здатні поводитися як незалежні організми. Використовуючи вразливість Щось до високої температури, він проводить тест на виявлення «перетворених» серед людей: в пробірку з кров'ю кожного з чоловіків по черзі опускають розпечений дріт. У випадку, якщо кров «стрибає» від дроту, донора відразу ж вбивають. Коли приходить черга ізольованого Блера, виявляється, що він утік.
Після знищення бази з розташованими усередині монстрами Макреді і двоє членів групи вирушають на пошуки Блера, контроль над яким захопила перша форма Щось. Макреді вдається вбити прибульця, використовуючи паяльну лампу. Уцілілі виявляють, що Щось був близький до завершення будівництва антигравітаційного пристрою на атомній енергії, який дозволив би йому втекти.

## Нагороди
У 1971 році повість «Хто йде?» і оповідання «Сутінки» зайняли перше місце в голосуванні читачів журналу «Analog» як найкращі фантастичні твори короткої форми, опубліковані до 1940 року.

## Адаптації

### Фільми
Твір був тричі екранізований. Фільм «Річ з іншого світу» 1951 року є першою і найбільш далекою від оригіналу адаптацією. Роль інопланетянина у ньому виконав Джеймс Арнесс. В 1982 році на екрани виходить ремейк, знятий режисером Джоном Карпентером за сценарієм Білла Ланкастера, під назвою «Щось». Фільм визнаний найбільш близьким до твору Кемпбелла, з головною відмінністю, що дію перенесено в сучасність. Прем'єра третьої адаптації, також названої «Щось» відбулася 14 жовтня 2011 року. Сюжет картини є передісторією до подій фільму Карпентера.

### Комікс
У 1976 сюжет адаптовано для коміксу, який був виданий у першому випуску журналу «Starstream» (сценарист Арнольд Дрейк і художник Джек Абель).

### Радіопостановка
Повість була адаптована для радіопостановки BBC RADIO, вперше вона транслювалася 24 січня 2002 року.